# Wyspy Hiszpanii
Poniższa tabela przedstawia największe wyspy Hiszpanii według powierzchni:
| Lp. | wyspa         | archipelag        | powierzchnia km² | maks. wysokość m n.p.m. |
| --- | ------------- | ----------------- | ---------------- | ----------------------- |
| 1.  | Majorka       | Baleary           | 3600             | 1445                    |
| 2.  | Teneryfa      | Wyspy Kanaryjskie | 2034             | 3718                    |
| 3.  | Fuerteventura | Wyspy Kanaryjskie | 1660             | 812                     |
| 4.  | Gran Canaria  | Wyspy Kanaryjskie | 1560             | 1949                    |
| 5.  | Lanzarote     | Wyspy Kanaryjskie | 846              | 671                     |
| 6.  | La Palma      | Wyspy Kanaryjskie | 708              | 2426                    |
| 7.  | Minorka       | Baleary           | 668              | 357                     |
| 8.  | Ibiza         | Baleary           | 571              | 475                     |
| 9.  | La Gomera     | Wyspy Kanaryjskie | 378              | 1487                    |
| 10. | El Hierro     | Wyspy Kanaryjskie | 278              | 1501                    |
| 11. | Formentera    | Baleary           | 82               | 192                     |
| 12. | Graciosa      | Wyspy Kanaryjskie | 29               | 266                     |
| 13. | Cabrera       | Baleary           | 17               | 172                     |
| 14. | Alegranza     | Wyspy Kanaryjskie | 10               | 289                     |